# シパキラ
シパキラ（Zipaquirá スペイン語発音: [sipakiˈɾa]）は、コロンビアのクンディナマルカ県にある都市。人口は13万432人（2019年）。首都ボゴタの50km北に位置しており都市圏の一部である。

## 概要
シパキラには岩塩の採掘場がある。歴史は古くスペイン人の到来以前から先住民のムイスカ人によって塩の生産が行われていた。閉鎖された塩坑を利用した地下宮殿「塩の大聖堂」が有名で、休日には大勢の観光客がボゴタからやってくる。司教がいないため厳密には教会ではないが、内部は本格的なカトリック教会の体裁を備えており、ライトアップによって荘厳な雰囲気を醸している。巡礼目的で訪れる者も少なくない。
植民地時代に塩の生産で繁栄したため、市の中心部には歴史的建築が多く残っている。市当局は観光を主要産業と位置付けており、街並みの修復や車道の広場化などを計画的に進めている。近年はベッドタウン化が進行しており人口が増加しているが、郊外はのどかな田園風景が広がっており、酪農やジャガイモ生産が盛んである。

## 交通
- ボゴタからの主要交通機関はバスである。北部バスターミナルから約1時間。
- ボゴタ・サバナ駅とシパキラ駅の間に蒸気機関車による観光列車が運行している。１日１往復。

## ギャラリー

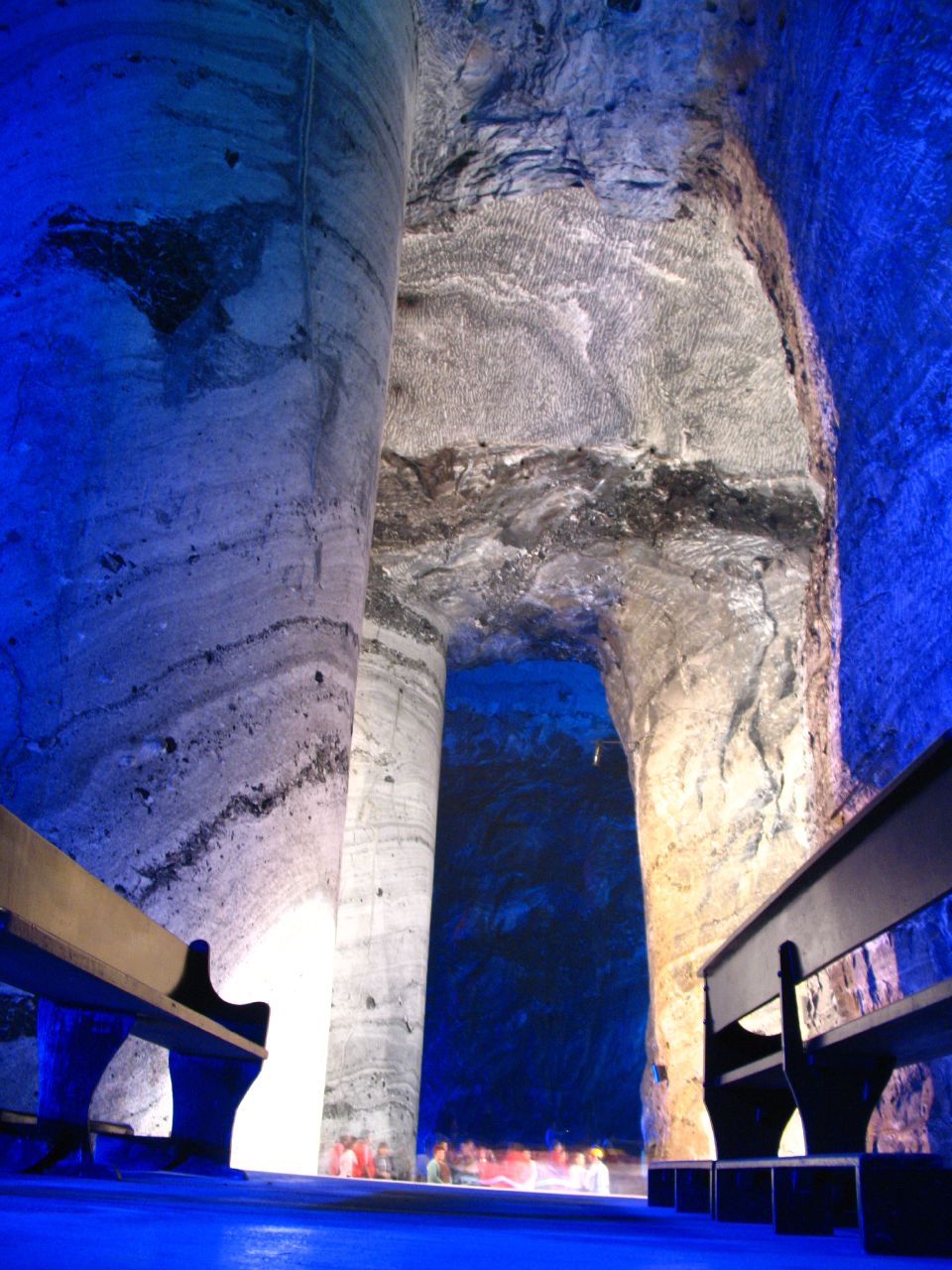
塩の大聖堂
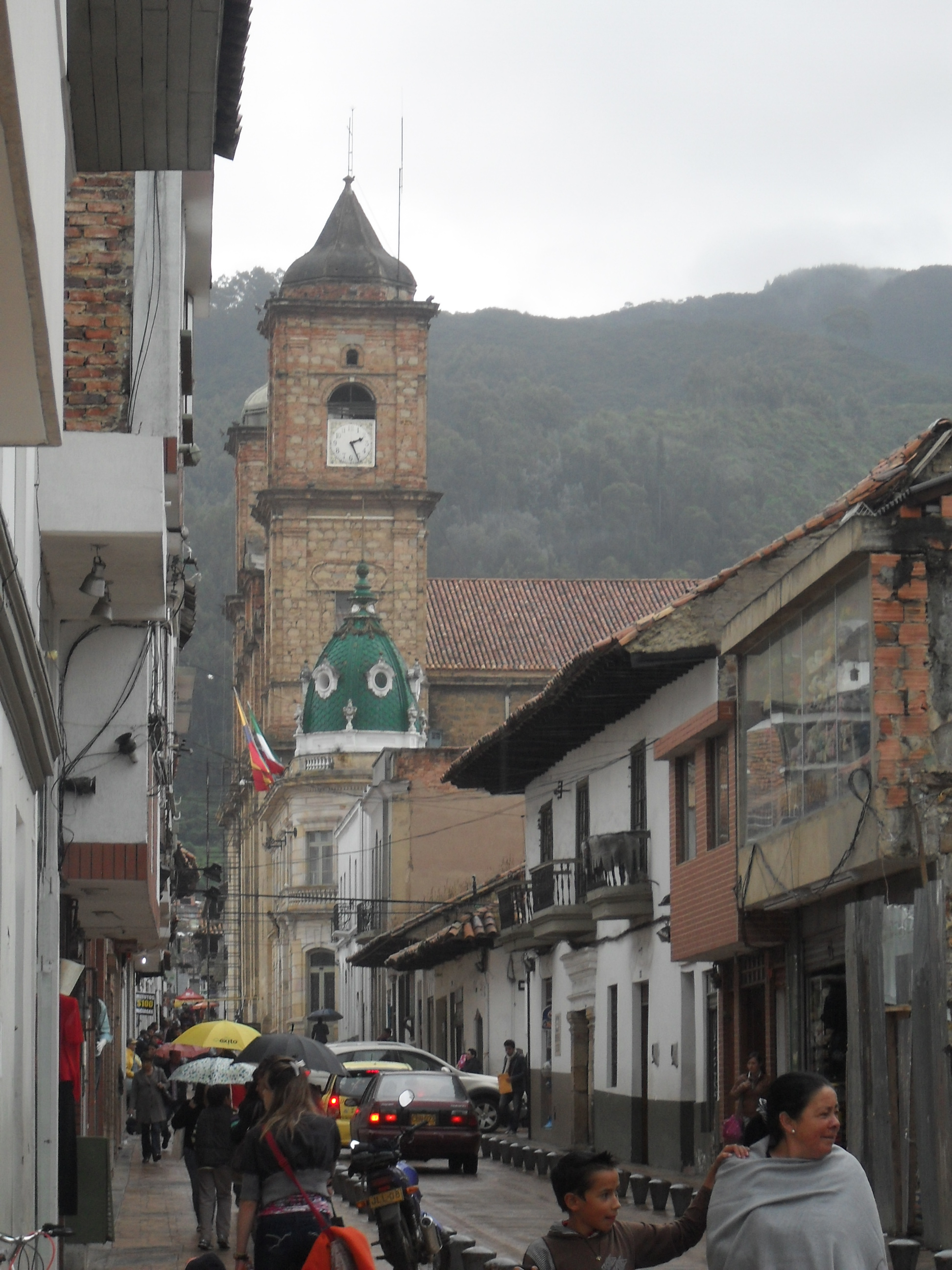
街並み
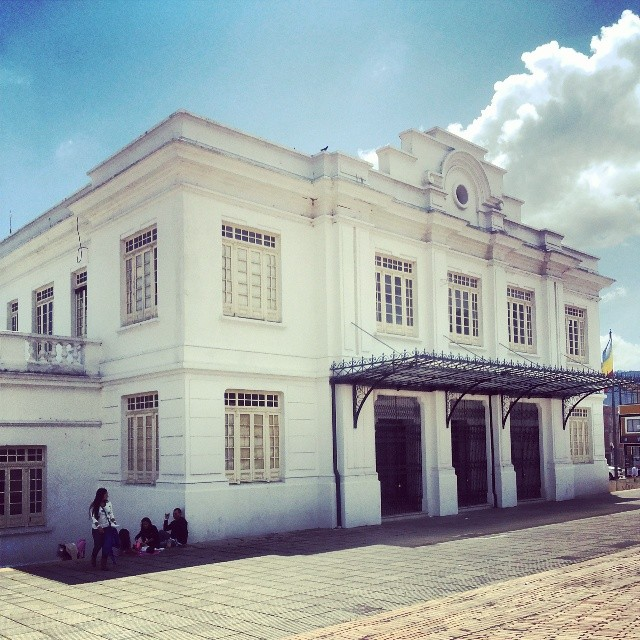
シパキラ駅
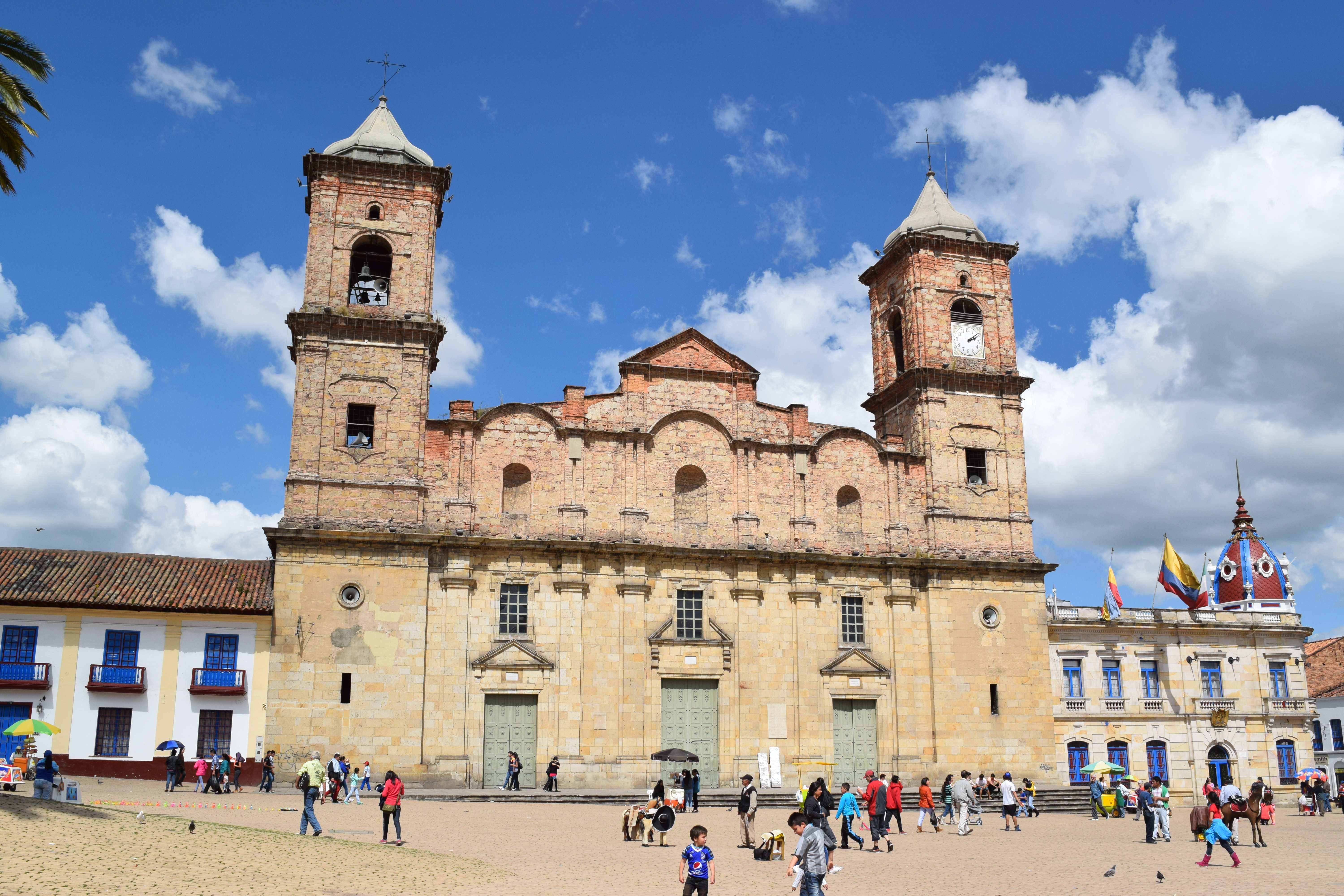
シパキラ大聖堂
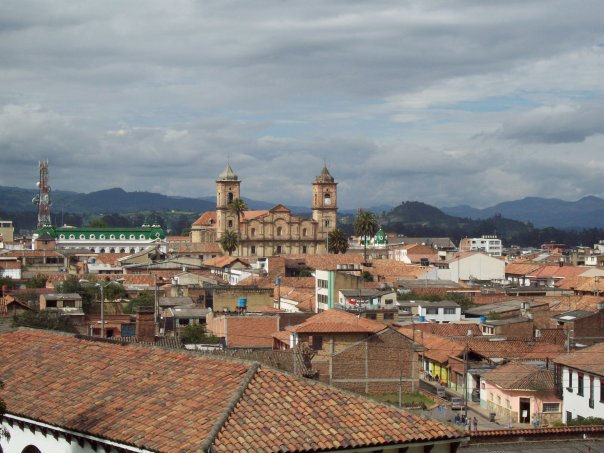
パノラマ